# داش آکل (فیلم ۱۳۵۰)
داش آکل فیلمی ایرانی به کارگردانی و نویسندگی مسعود کیمیایی است. داش آکل چهارمین ساخته مسعود کیمیایی است که در سال ۱۳۵۰ خورشیدی به نمایش درآمد. این فیلم بر اساس داستان «داش آکل» از کتاب سه قطره خون نوشته صادق هدایت، ساخته شده است.
در سال ۱۳۹۶ فیلم جدید داش آکل به کارگردانی محمد عرب دقیقاً شبیه به همین فیلم ساخته شد.
این فیلم در نظرسنجی منتقدان و نویسندگان ماهنامه سینمایی فیلم به عنوان یکی از بهترین فیلم‌های تاریخ سینمای ایران انتخاب شده است.

## داستان فیلم
ماجرای قهرمانی‌ها و مردانگی و صداقت «داش آکل» را همهٔ مردم شیراز می‌دانند. یک حاجی شیرازی که زمانی با او همسفر بوده و فضایل نیک داش آکل را می‌دانسته قبل از مرگش وصیت می‌کند که داش آکل به کارهای زندگی و املاک او رسیدگی کند. داش آکل در برخورد با خانوادهٔ حاجی دختر او را می‌بیند و به او دل می‌بندد، حال آنکه دختر سن کمی دارد. عشق دختر، داش آکل را به شراب خواری می‌کشاند. «کاکارستم»، که دشمن داش آکل است با آن که بارها در جدال تن به تن از او شکست خورده مع‌هذا همه جا در غیابش رجزخوانی می‌کند. داش آکل ازدواج با دخترک را به علت سن زیاد خود، دور از مردانگی می‌داند و ترتیب ازدواج او را با یکی از خواستگارانش می‌دهد. شب عروسی دخترک، وقتی داش آکل از میخانه برمی گردد، با کاکارستم روبرو می‌شود و جدال آن‌ها در شب بعد به آنجا می‌کشد که کاکا در شرایطی که شکست خورده، قمه را از پشت در بدن داش آکل فرومی‌کند و داش آکل در همان حال گلوی کاکا را آنقدر می‌فشارد که خفه می‌شود و بعد خود نیز می‌میرد. جمله معروف آخر فیلم از کلام طوطی داش آکل است که وصیت کرده به مرجان ارث برسد و آنجا که طوطی کلامی را که بارها از داشی شنیده تکرار می‌کند و می‌گوید مرجان عشق تو مرا کشت و راز دل آکل بعد مرگش آشکار می‌شود.

نمایی از پشت صحنه فیلم، نعمت حقیقی فیلمبردار

نمایی از فیلم داش آکل

## بازیگران و گویندگان
اسامی بازیگران فیلم داش آکل به شکل* و ترتیب نمایش در عنوان‌بندی آغازین فیلم:
| شمارگان | بازیگران           | نقش‌ها           | گویندگان        | توضیحات          |
| ------- | ------------------ | --------------- | --------------- | ---------------- |
| ۱       | بهروز وثوقی        | داش آکل         | منوچهر اسماعیلی |                  |
| ۲       | بهمن مفید          | کاکا رستم       | حسین عرفانی     |                  |
| ۳       | مری آپیک           | مرجان           | مری آپیک ؟\|    |                  |
| ۴       | کنعان کیانی        | اسحاق           | کنعان کیانی     |                  |
| ۵       | شهرزاد             | اقدس            | ژاله کاظمی      |                  |
| ۶       | ژاله [علو]         | همسر حاج صمد    | ژاله علو        |                  |
| ۷       | [محمد تقی] کهنمویی | پیشکار حاج محمد | باقر توکلی      |                  |
| ۸       | جلال [پیشوائیان]   | نوچه کاکا رستم  | فرشید فرزان     |                  |
| ۹       | ابراهیم نادری      | نوچه کاکا رستم  | عباس همایونی    |                  |
| ۱۰      | منصور متین         | حاج صمد         | منصور متین      |                  |
| ۱۱      | خسرو سهامی         |                 |                 |                  |
| ۱۲      | منوچهر احمدی       | حیدر            | مازیار بازیاران |                  |
| ۱۳      | جهانگیر فروهر      | دوست داش آکل    | عباس همایونی    |                  |
| ۱۴      | محمد رضا رفیعی     | می‌می            | ناهید امیریان   |                  |
| ۱۵      | سیروس یزدانی       |                 |                 |                  |
| ۱۶      | نظام الدین شفایی   |                 |                 |                  |
| ۱۷      | مهدی فقیه          | مرد داخل کافه   |                 | در تیتراژ نیامده |

* اسامی داخل کروشه در عنوان بندی یا پوستر درج نشده‌اند.
فیلم داش آکل با مدیریت ابوالحسن تهامی در استودیو راما دوبله شد. گوینده آنونس فیلم ابوالحسن تهامی بود. دیگر گویندگان در نقشهای فرعی شامل: مهدی آرین‌نژاد (قهوه‌چی)، پرویز ربیعی (شاگرد قهوه‌چی)، ابوالحسن تهامی (کلیددار زورخانه) و فاطمه فرخنده مآل بودند.

## نمایش فیلم
فیلم داش آکل برای بار نخست در تاریخ چهارشنبه ۳ شهریور ماه ۱۳۵۰ خورشیدی در شانزده سینما در تهران و همزمان در شهرستانها به نمایش درآمد. این فیلم جایگزین فیلم «فرار از تله» در گروه سینمایی آسیا شد.
سینماهای نمایش‌دهنده فیلم داش آکل در تهران، در گروه سینمایی آسیا شامل ۱۶ سینمای کاپری، آسیا، رکس، شهوند، لیدو، نپتون، رنگین‌کمان، همای، ژاله، پاسارگاد، توسکا، المپیا، چرخ و فلک، شرق، فیروزه و سیلورسیتی (قلهک) بودند.
سینماهای نمایش‌دهنده فیلم در شهرستانها شامل چهار باغ، مایاک و مهتاب در اصفهان، کاپری، پرسپولیس و پارس در شیراز، شهرفرنگ، فردوسی و هما در مشهد، آسیا و کریستال در تبریز، سپیدرود و نیاگارا در رشت، آپادانا در اهواز، شیرین، ایران و متروپل در آبادان، آتلانتیک و متروپل در کرمانشاه، گلدن‌گیت در قم، آزیتا در خرم‌آباد بودند.
فیلم داش آکل، پس از دو هفته نمایش در تهران، در گروه سینمایی آسیا در تاریخ چهارشنبه ۱۷ شهریور ۱۳۵۰ جای خود را به فیلم ترکی «کُراُغلو» (ترکی استانبولی: Köroğlu) در این گروه سینمایی داد. نمایش داش آکل برای ۴ هفته متوالی تا چهارشنبه ۱۴ مهر ۱۳۵۰ تنها در سینما ماژستیک ادامه یافت و فردای آن روز، فیلم دو قاطر برای خواهر سارا (کلینت ایست‌وود) با عنوان سارا در این سینما اکران مجدد شد.

## تولید فیلم
- تهیه‌کننده فیلم (هوشنگ کاوه) قرارداد نقش داش‌آکل را با آنتونی کوئین بسته بوده است ولی به دلایلی نامخشص با آمدنش مخالفت می‌شود.[۱۳]
- در هنگام نگارش فیلمنامه، کیمیایی ناصر ملک‌مطیعی را برای نقش داش آکل درنظر می‌گیرد ولی جون باید سرش را می‌تراشیده، ملک‌مطیعی این نقش را نمی‌پذیرد و بهروز وثوقی جایگزین می‌شود.
- در ابتدا آفرین برای نقش مرجان در نظر گرفته می‌شود که بعد از پایان کارش در فیلم کاکو که همان زمان در شیراز فیلم‌برداری می‌شده، در فیلم بازی کند ولی به دلیل اختلافاتی در گروه فیلم کاکو، مری آپیک انتخاب می‌شود و از تهران به گروه می‌پیوندد.[۱۴]
- فیلمبرداری این فیلم به تمامی در شیراز انجام شده است.[۱۵]

## گروه کارگردانی
- کارگردان: مسعود کیمیایی
- نویسنده: مسعود کیمیایی
- دستیاران کارگردان: عبدالله غیابی و تقی شب‌پر

## عوامل صدا و موسیقی
- میکس صدا: هرایر آتشکار
- افکت و سنکرون: امیر حسین حامی
- صدابردار: یورا یوسفی
- موسیقی: اسفندیار منفردزاده
- ضبط موسیقی: محسن کلهر
- خواننده: جمال وفایی

## دیگر عوامل فیلم
- تهیه‌کنندگان: شرکت سینما تئاتر رکس (محمد شکرابی) و هوشنگ کاوه
- مدیر تولید: هوشنگ کاوه
- مدیر تهیه: جلال پیشواییان
- صحنه‌آرا و طراح لباس: تقی شب‌پر (با استفاده از تدارکات مؤسسه ۱۹۰ خیابان فردوسی تهران
- تدوین: مسعود کیمیایی و امیر حسین حامی
- مدیر فیلم‌برداری: نعمت حقیقی
- عکس: جعفر اکبری
- گریم: کنعان کیانی

## جوایز
- بهترین فیلم به مفهوم مطلق، بهترین کارگردانی، بهترین هنرپیشهٔ مرد نقش دوم، بهترین فیلمبرداری. جشنواره سینمایی سپاس تهران ـ دوره چهارم ۱۳۵۰
- جایزه دیپلم افتخار نقش اول مرد، جشنواره بین‌المللی فیلم تاشکند ۱۳۵۱ (منبع مستندی وجود ندارد)